# Hadynów
Hadynów – wieś sołecka w Polsce położona w województwie mazowieckim, w powiecie łosickim, w gminie Olszanka. Leży nad rzeką Toczną.
Początki miejscowości sięgają średniowiecza, a dokładnie okresu kolonizacji tych ziem przez szlachtę mazowiecką na przełomie XIV i XV wieku. W 1410 roku właścicielami wsi byli Piotr i Bogusław z Szawłów, którzy ufundowali w niej kościół.
Wieś duchowna Hadynow położona była w 1795 roku w ziemi mielnickiej województwa podlaskiego. W latach 1954–1968 wieś należała i była siedzibą władz gromady Hadynów, po jej zniesieniu w gromadzie Olszanka. W latach 1975–1998 miejscowość administracyjnie należała do województwa bialskopodlaskiego.
We wsi ma siedzibę rzymskokatolicka parafia św. Jana Chrzciciela należąca do dekanatu Łosice w diecezji siedleckiej.
W miejscowości działa jednostka ochotniczej straży pożarnej.